# Ctenochira flavipes
Ctenochira flavipes là một loài tò vò trong họ Ichneumonidae.